# Sanford (Carolina del Nord)
Sanford és una població dels Estats Units i seu del comtat de Lee a l'estat de Carolina del Nord. Segons el cens del 2000 tenia 23.220 habitants.

## Demografia
Segons el cens del 2000, Sanford té 23.220 habitants, 8.550 habitatges i 5.899 famílies. La densitat de població era de 372,5 habitants per km².
Dels 8.550 habitatges en un 34,5% hi vivien nens de menys de 18 anys, en un 46% hi vivien parelles casades, en un 17,9% dones solteres, i en un 31% no eren unitats familiars. En el 26,1% dels habitatges hi vivien persones soles el 9,4% de les quals corresponia a persones de 65 anys o més que vivien soles. El nombre mitjà de persones vivint en cada habitatge era de 2,64 i el nombre mitjà de persones que vivien en cada família era de 3,15.
Per edats la població es repartia de la següent manera: un 27,1% tenia menys de 18 anys, un 10,5% entre 18 i 24, un 30,3% entre 25 i 44, un 19,9% de 45 a 60 i un 12,2% 65 anys o més.
L'edat mediana era de 33 anys. Per cada 100 dones de 18 o més anys hi havia 94,8 homes.
La renda mediana per habitatge era de 34.804 $ i la renda mediana per família de 39.447 $. Els homes tenien una renda mediana de 30.527 $ mentre que les dones 23.393 $. La renda per capita de la població era de 17.038 $. Entorn del 14,8% de les famílies i el 17,1% de la població estaven per davall del llindar de pobresa.

## Poblacions més properes
El següent diagrama mostra les poblacions més properes.